# Herbert Richter
Herbert Richter (26 de abril de 1947) é um ex-ciclista alemão que competiu no ciclismo nos Jogos Olímpicos de Verão de 1972 em Munique, onde ganhou a medalha de prata na perseguição por equipes.